# Lepthyphantes aelleni
Lepthyphantes aelleni är en spindelart som beskrevs av Denis 1957. Lepthyphantes aelleni ingår i släktet Lepthyphantes och familjen täckvävarspindlar.
Artens utbredningsområde är Marocko. Inga underarter finns listade i Catalogue of Life.